# Abraham Lincoln: Vânător de Vampiri
Abraham Lincoln: Vânător de Vampiri (titlu original: Abraham Lincoln: Vampire Hunter) (2012) este un film american fantastic acțiune de groază bazat pe cartea din 2010 cu același nume. Filmul este rregizat de Timur Bekmambetov și produs de Timur Bekmambetov și Tim Burton. Autorul romanului, Seth Grahame-Smith, a scris adaptarea pentru scenariu și Benjamin Walker interpretează rolul titular. Personajul real Abraham Lincoln, al 16-lea președinte al Statelor Unite (1861–1865), este prezentat în roman și în film având o identitate secretă, cea de vânător de vampiri. Filmările au început în Louisiana în martie 2011 și filmul a fost distribuit în format 3D la 20 iunie 2012 în Regatul Unit și peste 2 zile în Statele Unite .

## Prezentare
La vârsta de 9 ani, Abraham Lincoln este martor al uciderii mamei sale de către un vampir numit Jack Barts. Peste 10 ani, încearcă fără succes să-l elimine pe Barts, dar în timpul luptei este ajutat de Henry Sturgess. Apoi Henry îl învață cum să lupte și tot ce este necesar pentru a distruge un vampir. Înțelegerea dintre ei este ca Abe să „ucidă” doar acei vampiri pe care Henry îi indică ca viitoare țintă. Abe se mută la Springfield unde găsește un loc de muncă la un magazin, în timpul liber studiind Dreptul și noaptea distrugând vampiri. De asemenea, Abe se întâlnește și se căsătorește în cele din urmă destul cu Mary Todd. Mulți ani mai târziu, în calitate de președinte al Statelor Unite, el își dă seama că vampirii luptă de partea forțele confederate. Drept urmare, el inițiază o campanie proprie pentru a-i învinge.

## Actori
- Benjamin Walker este Abraham Lincoln, un vânător secret de vampiri, care a ajuns al 16-lea președinte al Statelor Unite.[7]
- Dominic Cooper este Henry Sturgess, cel care îl învață pe Lincoln să vâneze vampiri. Henry la rândul său este vampir, fiind transformat de Adam după ce acesta i-a ucis soția. Adam l-a transformat că să-l pedepsească; Henry vrând să-l distrugă pe Adam, dar un vampir nu poate ataca un alt vampir.
- Mary Elizabeth Winstead este Mary Todd Lincoln, soția lui Lincoln.[8]
- Anthony Mackie este William Johnson, majordomul lui Lincoln și bun prieten.[9]
- Jimmi Simpson este Joshua Speed, prietenul lui Lincoln și asistentul său.[10]
- Rufus Sewell este Adam, conducătorul puternic al unui ordin de vampiri care vrea să creeze o națiune a vampirilor în America. Are mai mult de o mie de ani și este principalul antagonist al filmului.[11]
- Marton Csokas este Jack Barts, proprietarul unei plantații și vampirul care-o ucide pe mama lui Lincoln.
- Joseph Mawle este Thomas Lincoln, tatăl lui Lincoln.
- Robin McLeavy este Nancy Lincoln, mama lui Lincoln.[12]
- Erin Wasson este Vadoma, sora lui Adam.
- John Rothman este Jefferson Davis
- Cameron M. Brown este William Wallace Lincoln, fiul lui Abraham și Mary. Este ucis de Vadoma la Casa Albă în timpul Războiului Civil.[13]
- Frank Brennan este Senatorul Jeb Nolan
- Jaqueline Fleming este Harriet Tubman
- Alan Tudyk este Stephen A. Douglas, un politician american din Illinois.[12]